# Coup de pied latéral
Le coup de pied latéral est exécuté dans un mouvement les hanches de profil. Il combine une adduction de la hanche, avec une rotation de la cuisse et une extension du genou. Le type de percussion peut être soit percutant (rebondissant), soit pénétrant (enfonçant ou défonçant) ou repoussant (on dit posé-poussé).
Le coup est porté avec le dessous du pied (avec le talon, cheville fléchie ou, la semelle pour la pratique en chaussures), le bord externe du pied (pied en éversion, cheville fléchie) ou, plus rarement avec le « bol » du pied (dessous des orteils, cheville fléchie). Plus couramment ce coup de pied dit "de côté"  est délivré avec le talon ou le bord externe du pied en flexion et à l'horizontale.

## Principales formes de frappe
La trajectoire du coup décrit, soit un trajectoire rectiligne vers l’avant, soit curviligne vers le haut pour atteindre un adversaire qui se présente très souvent de trois-quart de face. 
Les cibles visées sont en général les parties vitales, fragiles et molles de l’organisme : la tête, le torse, le bas du tronc et les cuisses.
La trajectoire du coup est plutôt horizontale pour les frappe en ligne moyenne, montante pour la ligne haute et descendante pour la ligne basse 
Suivant le type de pratique, la discipline martiale et la réglementation sportive (self-défense, close combat, art martial, sport de combat) plusieurs façons de faire coexistent. Les principales formes d’exécution sont les suivantes : 
- 1/ Le coup de pied de côté de forme dite « pistonnée ». Ce mode utilise le principe de l’armé haut du genou et dans ce cas la frappe est très puissante. La trajectoire est plutôt horizontale.
- 2/ Le coup de pied de côté de forme dite « circulaire ». Ce mode combine une rotation interne de la cuisse (« roue » autour du genou) avec une adduction de la cuisse et une extension du genou. On parle souvent de technique « en coller d’affiche ».
- 3/ Le coup de pied de côté de forme dite de jambe « lancée tendue » (ou « jetée » vers l’avant et le haut). Ce mode utilise essentiellement de l’action de la hanche (adduction).
- Les modes ci-dessus peuvent être combinés entre eux.

Pour le coup de pied de la jambe arrière, même si celui-ci est très visible, il utilise la rotation des hanches ce qui lui donne une puissance supplémentaire et avantageuse pour la frappe de plein impact.

## Variantes
Comme de nombreuses techniques, le coup de pied de côté s'exécute :
- en tournant sur soi-même (retourné), en Anglais : spinning side-kick
- en croisant les appuis (marché croisé),
- en sautant (ou « volant »), en Anglais : jumping side-kick,
- voire en combinant les modes précédents.

Ces modes d’exécution ont pour effet d’augmenter la puissance de frappe.

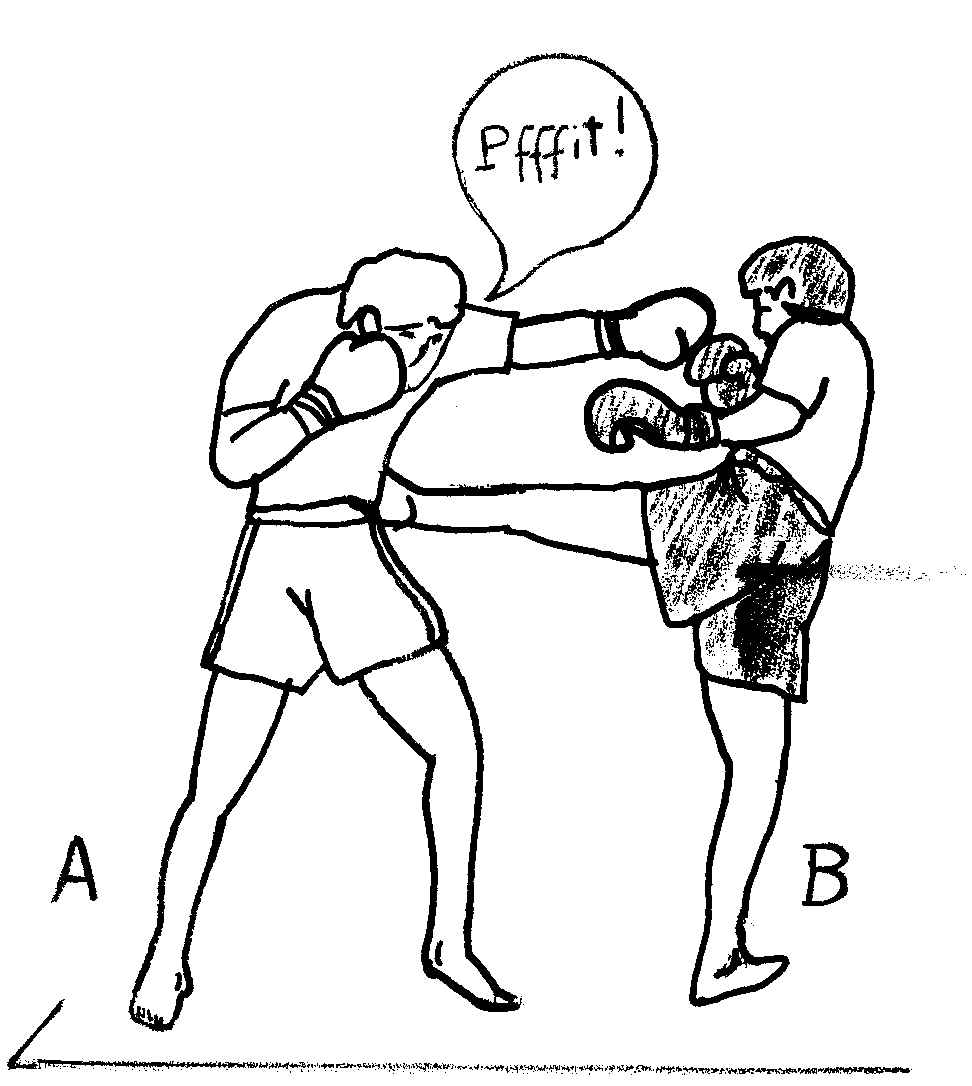
Coup de pied latéral sur le tronc ici en coup de contre
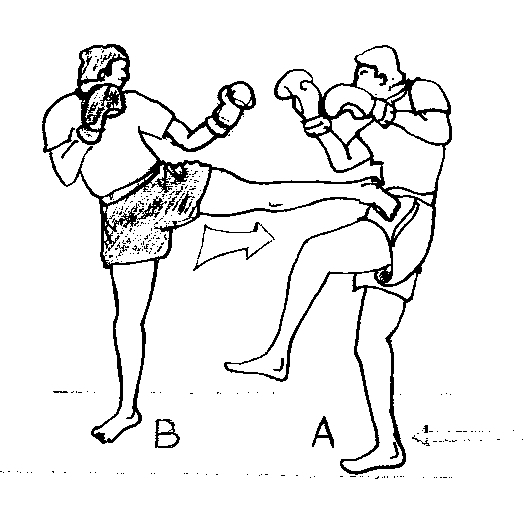
Coup de pied latéral sur la hanche ici en coup d’arrêt
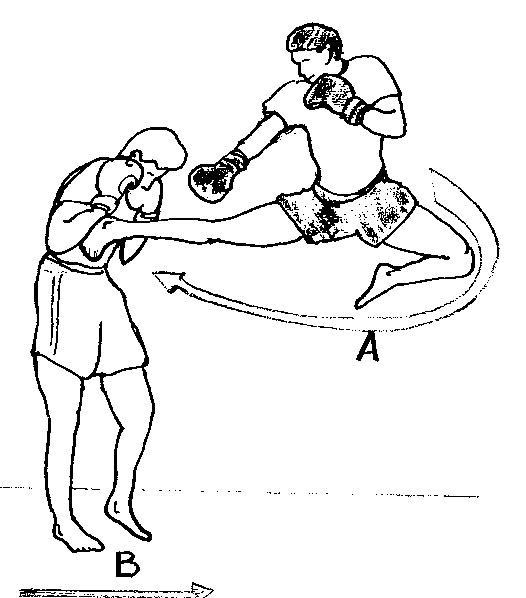
Coup de pied latéral sauté (jumping side-kick)

## Sources
- Alain Delmas, 1/ Lexique de la boxe et des autres boxes, Document de formation BPP, 1975-2005 – 2/ Lexique de combatique, Document de formation de la Ligue Midi-Pyrénées de BF-S, Toulouse, 1975-1979
- Gabrielle & Roland Habersetzer, Encyclopédie des arts martiaux de l'Extrême-Orient, Ed. Amphora, Paris, 2000
- Hee Il Cho, The complete Master’s kick, Masters Library, Los Angeles, 1988
- Zoran Rebac, Traditional burmese boxing, Ed. Paladin Press, Boulder, 2003